# Lebanon Valley College
Lebanon Valley College (LVC, Lebanon Valley o The Valley) es una universidad privada situada en Annville, Pensilvania.

## Historia
Lebanon Valley se fundó el 23 de febrero de 1866, las clases comenzaron el 7 de mayo de ese año y su primera clase se graduó en 1870.

### Historia temprana (1866-1897)
El colegio fue fundado por la Iglesia de los Hermanos Unidos en Cristo y se asoció inicialmente a ella. En la actualidad, el Lebanon Valley College está afiliado a la Iglesia Metodista Unida, lo que se produjo a través de una serie de fusiones eclesiásticas: La Iglesia de los Hermanos Unidos en Cristo se fusionó con la Asociación Evangélica en 1946 creando la Iglesia Evangélica de los Hermanos Unidos (EUB), que posteriormente se fusionó con la Iglesia Metodista en 1968 para crear la Iglesia Metodista Unida.
El campus comenzó como un solo edificio, el edificio vacío de la Academia de Annville, que fue comprado por 4.500 dólares (equivalente a 80.000 dólares en 2020) por cinco ciudadanos de Annville. Presentaron el edificio como un regalo a la Conferencia del Este de Pensilvania de la Iglesia de los Hermanos Unidos para resolver la discusión sobre dónde establecer el colegio. En poco más de dos meses desde su fundación, se nombraron 12 administradores, se eligió al presidente Thomas R. Vickroy, se reparó y redecoró el edificio, se diseñó un plan de estudios, se contrató al profesorado y se iniciaron las clases. El colegio se mantuvo íntegramente en ese edificio (aulas, residencia de estudiantes, residencia del presidente y "comedor") hasta 1868, cuando se inauguró el "North College" con un coste de 31.500 dólares, equivalente a 610.000 dólares en 2020. El edificio de la Academia Annville pasó a ser conocido como "South Hall" o "Ladies Hall", ya que el edificio del North College era ahora el hogar de los dormitorios de los hombres.

### Crecimiento (1897-1948)
El colegio creció constantemente durante sus primeros 35 años y, en 1904, el campus se había ampliado para incluir el Engle Hall, sede del departamento de música, y una biblioteca parcialmente terminada financiada por Andrew Carnegie. En la víspera de Navidad de 1904, el North College (que no debe confundirse con la residencia del mismo nombre), que se encontraba en la actual huella del edificio de Administración/Humanidades, se incendió. Al año siguiente, la universidad recaudó fondos para reconstruir y también comenzó a ampliar el campus, construyendo no sólo un nuevo edificio de Administración (el actual edificio de Humanidades), sino también el North Hall (una residencia de mujeres, actualmente el sitio de la Capilla Miller), el Kreider Hall (una residencia de hombres donde se encuentra el actual Centro de Ciencias Neidig-Garber), la planta de calefacción central (que todavía existe), un edificio de ciencias y un gimnasio. Sin embargo, la financiación se agotó, la deuda aumentó y la construcción del gimnasio y los edificios de ciencias se detuvo. El presidente Hervin U. Roop dimitió en desgracia el día de Año Nuevo de 1906. No fue hasta que el presidente Lawrence W. Keister asumió el cargo el 12 de junio de 1907 que la situación de la deuda se resolvió. Gracias a sus esfuerzos de recaudación de fondos, la deuda se eliminó en 1911. El panorama de la universidad se mantuvo relativamente sin cambios durante las siguientes cuatro décadas, bajo el liderazgo del presidente George D. Gossard (1912-1932) y Clyde A. Lynch (1932-1950).
Los cambios culturales en LVC fueron paralelos a los del resto del país, pasando por la Primera Guerra Mundial, los locos años veinte, la Gran Depresión y el New Deal.

### Mitad de siglo (1948-1996)
La Segunda Guerra Mundial estuvo a punto de ser el fin del Lebanon Valley College. En el otoño de 1942, la primera inscripción de LVC en tiempos de guerra mostró sólo 357 estudiantes matriculados. Al comenzar el segundo semestre de 1943, sólo había 282 estudiantes: 145 mujeres y 137 hombres, la primera vez que las mujeres superaban en número a los hombres. En el otoño de 1943, las inscripciones volvieron a bajar a sólo 199 estudiantes, 62 de los cuales estaban en aplazamiento limitado, a la espera de ser llamados al servicio activo. Esto provocó una de las primeras campañas de capital para ayudar a la enferma universidad. La campaña para recaudar 550.000 dólares recibió el 91% de apoyo de los estudiantes actuales. El dinero se destinaría a una dotación y a un gimnasio de verdad, que llevaría el nombre del presidente que inició la campaña -Clyde A. Lynch Memorial Hall. Justo antes de que terminara la guerra, la matrícula de LVC tocó fondo con 192 estudiantes. En 1946, sin embargo, la inscripción se disparó a 683 estudiantes, más de 300 de los cuales eran exmilitares.
La matrícula creció constantemente y en 1948, gracias a la G.I. Bill, había alcanzado los 817 estudiantes a tiempo completo, muy por encima de la capacidad del colegio. Con el tiempo, se añadieron al colegio instalaciones y residencias adicionales. El Clyde A. Lynch Memorial Hall -que incluía el primer gimnasio propiamente dicho- se inauguró en 1953. En 1957, se creó el Science Hall (ahora los apartamentos Derickson A) en el antiguo edificio de la fábrica Kreider, en la calle White Oak, y ese año también se inauguró la biblioteca Gossard. En 1966 se completó la capilla Frederic K. Miller. En la década de 1950, la universidad también se expandió hacia el norte de la avenida Sheridan, con la construcción del comedor (ahora Lehr and Phillips Dining Hall) en 1958. Otras residencias tradicionales actuales se construyeron también entre los años 50 y 70: Mary Green (1956) y Vickroy (1960) en los años 50-60, Hammond y Keister Hall en 1965, y Funkhouser y Silver en los años 70. Marquette y Dellinger se añadieron en 1999 y 2002, respectivamente, y Stanson en 2009.
El número de alumnos también creció, aunque se había estancado en la década de 1980. Bajo la presidencia de Arthur L. Peterson, cuyo mandato se vio interrumpido por problemas de salud, se inició un cambio de rumbo. Poco después, un presidente muy enérgico, John Synodinos, inauguró un periodo de crecimiento y cambio con la audaz introducción de becas por mérito y la renovación y embellecimiento de una parte importante del campus que incluyó la adición del Centro Deportivo Edward H. Arnold y la Galería de Arte Suzanne H. Arnold y la sala de recitales Zimmerman. Con la ayuda del Dr. William J. McGill, vicepresidente senior y decano de la facultad, se siguió haciendo hincapié en la excelencia académica, se establecieron vínculos con otras instituciones y escuelas, se emprendió una iniciativa internacional y se desarrollaron experiencias de aprendizaje en colaboración. En enero de 1996 se inauguró una nueva biblioteca tecnológicamente avanzada, la Vernon and Doris Bishop Library.

### La época moderna
A partir de 1996 y sobre la base de la labor de su predecesor, los ocho años de presidencia del Dr. G. David Pollick dieron paso a un periodo de crecimiento continuo. Se produjo un aumento del 40% en el número de estudiantes universitarios y las solicitudes se duplicaron con creces. Se añadieron nuevos programas de grado y postgrado y hubo un gran aumento en el número de estudiantes de primer año que estudiaron en el extranjero. A un importante esfuerzo de relaciones públicas para mejorar la posición de la universidad entre las instituciones homólogas le siguió un gran esfuerzo de reconstrucción y renovación del campus y el inicio de una campaña de 50 millones de dólares, Great Expectations. Pollick supervisó un plan de crecimiento que añadió equipos de atletismo, más de una docena de nuevos edificios e instalaciones deportivas en el campus y el emblemático puente Fasick. Estas adiciones casi triplicaron el espacio utilizable del colegio, incluyendo cinco nuevas instalaciones: las residencias Marquette y Dellinger, el Centro Universitario Allan W. Mund, el Gimnasio Sorrentino y el Centro Heilman. La revitalización del Clyde A. Lynch Memorial Hall y el Centro de Ciencias Neidig-Garber.
En la actualidad, el campus consta de 40 edificios, entre los que se encuentran el recientemente renovado Clyde A. Lynch Memorial Hall, la Biblioteca Vernon y Doris Bishop (revitalizada en 2016), el Centro Heilman para ciencias y trastornos de la comunicación/patología del lenguaje, y el Pabellón de Profesiones de la Salud Jeanne y Edward H. Arnold de 20 millones de dólares (inaugurado en agosto de 2018) para entrenamiento atlético, ciencias del ejercicio y fisioterapia. Los estudiantes recibieron asesoramiento profesional de expertos en el Centro Edward y Lynn Breen para el Éxito de los Graduados (programación lanzada en 2018) y estudian bajo el nuevo plan de estudios de educación general de la universidad, Constellation LVC (iniciado en otoño de 2016). Los estudiantes residen en una de las 25 residencias que incluyen dormitorios tradicionales de un solo sexo y mixtos y residencias de estilo apartamento. Los estudiantes también pueden residir en casas de interés especial a propuesta y aprobación de la administración de LVC. Un pequeño número de estudiantes de cursos superiores pueden vivir fuera del campus, y una parte significativa del cuerpo estudiantil son estudiantes que viajan a diario. La matrícula de pregrado es ahora más de 1.900 estudiantes.
La dotación de la universidad es de setenta millones de dólares.

## Presidentes
Los antiguos presidentes de LVC son:
1. Thomas Rhys Vickroy, 1866–1871
2. Lucian H. Hammond, 1871–1876
3. David D. DeLong, 1876–1887
4. Edmund S. Lorenz, 1887–1889
5. Cyrus J. Kephart, 1889–1890
6. E. Benjamin Bierman, 1890–1897
7. Hervin U. Roop, 1897–1906
8. Abram Paul Funkhouser, 1906–1907
9. Lawrence Keister, 1907–1912
10. George Daniel Gossard, 1912–1932
11. Clyde Alvin Lynch, 1932–1950
12. Frederick K. Miller, 1951–1967 (Allan W. Mund acting president, 1967–1968)
13. Frederick P. Sample, 1968–1983 (F. Allen Rutherford Jr. acting president, 1984)
14. Arthur L. Peterson, 1984–1987 (William J. McGill acting president, 1987–1988)
15. John A. Synodinos, 1988–1996
16. G. David Pollick, 1996–2004
17. Stephen C. MacDonald, 2004–2012
18. Lewis Evitts Thayne, 1 de agosto de 2012–30 de junio de 2020[5]
19. James M. MacLaren, July 1st 2020–Present[6]

## Académicos
LVC ofrece más de 40 carreras de estudio, así como programas de postgrado y doctorado. Además, los estudiantes pueden elegir estudiar en el extranjero en Argentina, China, República Dominicana, Inglaterra, Francia, Alemania, Italia, Nueva Zelanda, Irlanda del Norte y España, así como programas nacionales en Filadelfia y Washington, D.C.

## Deportes
El Lebanon Valley College es miembro de la División III de la NCAA y compite en la Commonwealth MAC. Los equipos de LVC se llaman los Flying Dutchmen. LVC ofrece 26 deportes intercolegiales:

### Equipos masculinos
- Atletismo[8][9]
- Baloncesto[10]
- Béisbol[11][12]
- Campo a través[13]
- Fútbol[14][15]
- Fútbol americano[16][17]
- Golf[18]
- Hockey sobre hielo
- Lacrosse
- Natación[19]
- Tenis[8]

### Equipos femeninos
- Atletismo[20][16]
- Baloncesto[21][22][12]
- Campo a través[23][13]
- Fútbol[15]
- Golf[18]
- Hockey sobre césped[24][25][16][17]
- Hockey sobre hielo
- Lacrosse[26][27][17]
- Natación[19]
- Softbol[28][29]
- Tenis[8]
- Voleibol[30][12]

### Equipos mixtos
- Deportes electrónicos

## Vida residencial
LVC tiene varios edificios en los que residen los estudiantes. Estos edificios incluyen Mary Green, Keister, Hammond, Funkhouser, Silver, Stanson y Vickroy. Además de estos siete dormitorios tradicionales, Marquette, Dellinger, Stanson y Derickson A/B ofrecen un estilo de vida de apartamento para los estudiantes de cursos superiores en el campus. Todos los dormitorios incluyen la convivencia entre los pisos. Los asistentes residenciales son asignados a cada edificio para hacer cumplir las reglas y organizar actividades para los estudiantes.